# Zsinórférgek
A zsinórférgek (Nemertea) az állatok (Regnum Animalia) egyik törzse. 1997-ig mintegy 850 fajukat ismerték meg.

## Megjelenésük, felépítésük
A zsinórférgek teste fonálhoz, zsinórhoz hasonló. Legtöbb fajuk kis és közepes testméretű állat, hosszuk a néhány mm és az 1 m közé esik. Belső szerveiket bőrizomtömlő veszi körül. A külső hámréteg csillós, alatta az izomréteg hosszanti és keresztirányú rostokból áll.
A szájnyílásuk rendszerint testük elülső végén, hasoldalon van, amely az izmos garatba nyílik. Bélcsatornájuk háromszakaszos, a középbélhez számos kitüremkedés csatlakozik. A végbélnyílás a test végén található. Az előbél előtt, a testüreg többi részétől elválasztott üregben jellegzetes szervük az ektodermális eredetű kiölthető ormány (proboscis) nyugszik. Ez a szerv gyakran hosszabb, mint maga a test, rajta méregmirigyekkel összekötött szúróserték (stylet) vannak. Ezek a függelékek segítik a zsákmány megragadását.
Kiválasztószervük zárt, rendszerint 2 vagy 3 hosszanti edény alkotja. A kiválasztást elővesécskék (protonephridium) szolgálják, amelyek összeköttetésben vannak a zárt keringési rendszerrel oly módon, hogy a lángsejtek a véredények falába ágyazottak.
Idegrendszerük 2 pár – hasi és háti – idegdúcból, garatideggyűrűből és hosszanti idegtörzsből áll. Érzékszerveik közül a szemek (egyszerű szemek) és oldalszervek (kemoreceptorokkal) a legfontosabbak.
A zsinórférgek szinte kivétel nélkül váltivarúak, ivarszerveik felépítése egyszerű. Külső megtermékenyítéssel szaporodnak. Posztembrionális fejlődésük nagyrészt közvetlen, egyes csoportoknál azonban csillós (pilidium) vagy Desor-féle lárvák jelennek meg.
Az árva zsinórférgek (Anopla) Heteronemertea rendjének Lineidae családjába tartozó Lineus longissimust tartják a világ leghosszabb állatának, amióta 1864-ben megtalálták egy 55 méteres példányát.

## Életmódjuk, élőhelyük
A fajok nagy része tengerekben él, vannak azonban édesvízi és szárazföldi fajok is. Szinte kivétel nélkül ragadozók. Egyes fajaik tengeri gazdaállatokhoz, például csalánozókhoz, rákokhoz, kagylókhoz vagy zsákállatokhoz kötődnek. Így például az élősdi zsinórféreg (Malacobdella grossa) nevű faj, mely a Zirfea crispata kagylófaj köpenyüregében él és nem a kagyló szöveteivel, hanem a vízárammal érkező planktonikus szervezetekkel táplálkozik.